# القرن 1
القرن الأول هو الفترة الزمنية الممتدة من اليوم الأول لعام 1 إلى اليوم الأخير من عام 100 حسب التقويم الميلادي.وهذا القرن جزء من العصر الكلاسيكي القديم.
أدت الإصلاحات التي أدخلها أغسطس خلال فترة حكمه الطويلة إلى استقرار الإمبراطورية الرومانية بعد الاضطرابات التي شهدتها الحروب الأهلية في القرن الماضي. في وقت لاحق من هذا القرن فوقعت أوروبا وشمال أفريقيا والشرق الأدنى خلال هذه الفترة تحت الهيمنة المتصاعدة للإمبراطورية الرومانية والتي استمرت في التوسع توسعًا ملحوظًا خصوصًا بعد احتلال بريطانيا تحت قيادة الإمبراطور كلوديوس انتهت السلالة اليوليوكلاودية التي أسسها أغسطس قيصر بوفاة نيرون. الذي اعقبه عام الأباطرة الأربعة فترة وجيزة من الحرب الأهلية وعدم الاستقرار حتى أستولي الإمبراطور فسبازيان على السلطة بدعم من الجيوش الشرقية وأسس سلالة فلافية حاكمة. وبشكل عام شهد هذا القرن ازدهار وهيمنة متصاعدة للأمبراطورية الرومانية.
شهد هذا القرن أيضا ظهور المسيحية في مقاطعة يهودا الرومانية.
ظلت الصين تحت سيطرة سلالة هان الحاكمة على الرغم من انقطاع دام 14 عامًا من قبل سلالة شين الحاكمة تحت قيادة وانغ مانغ وتمثل فترة حكم وانغ مانغ الحد الفاصل بين هان الغربية (السابقة) وهان الشرقية (اللاحقة).

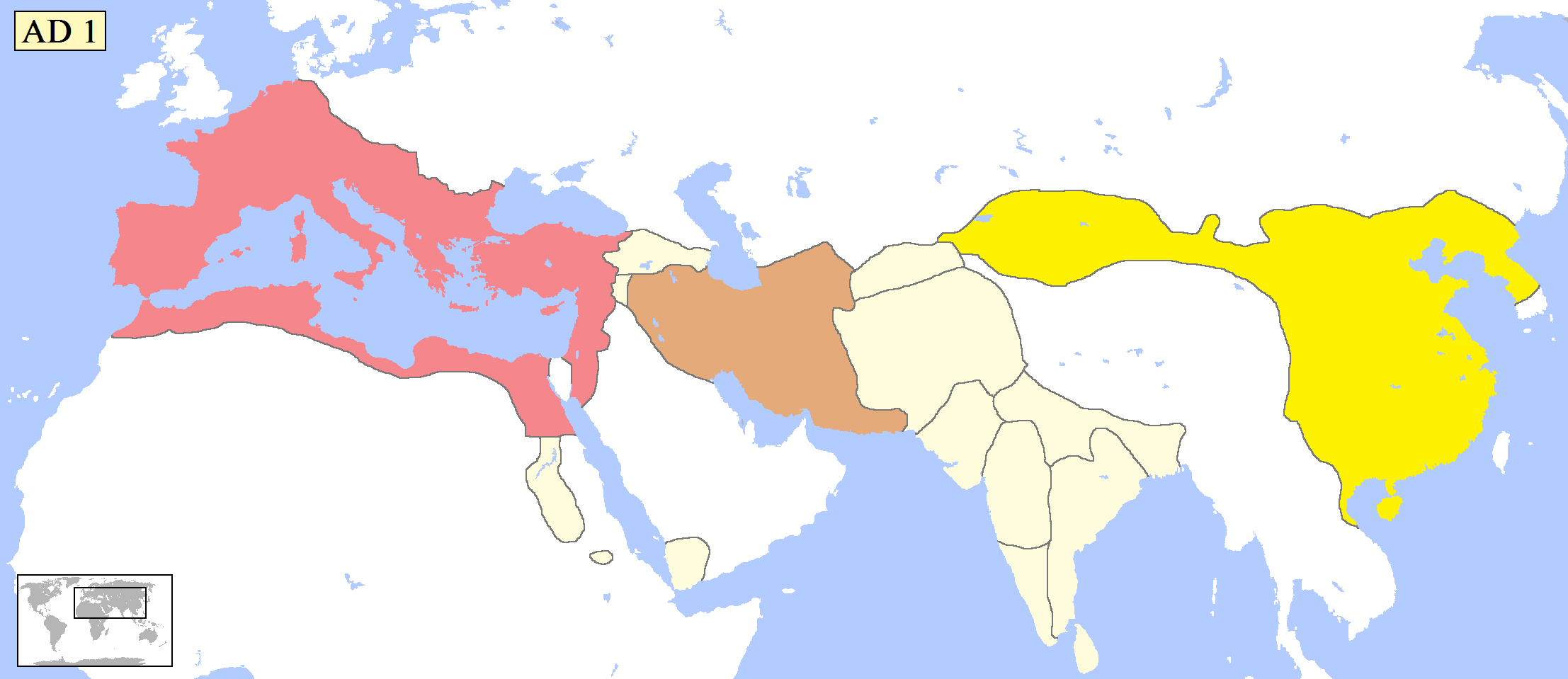
القرن الأول بعد الميلاد، خريطة أوراسيا ويظهر عليها مساحة الإمبراطورية الرومانية (بأحمر)، الإمبراطورية البارثية (بالبني)، والصينية أسرة هان (بالأصفر) وغيرها من الدول/ المساحات التابعة لدول أصغر (بالأبيض)

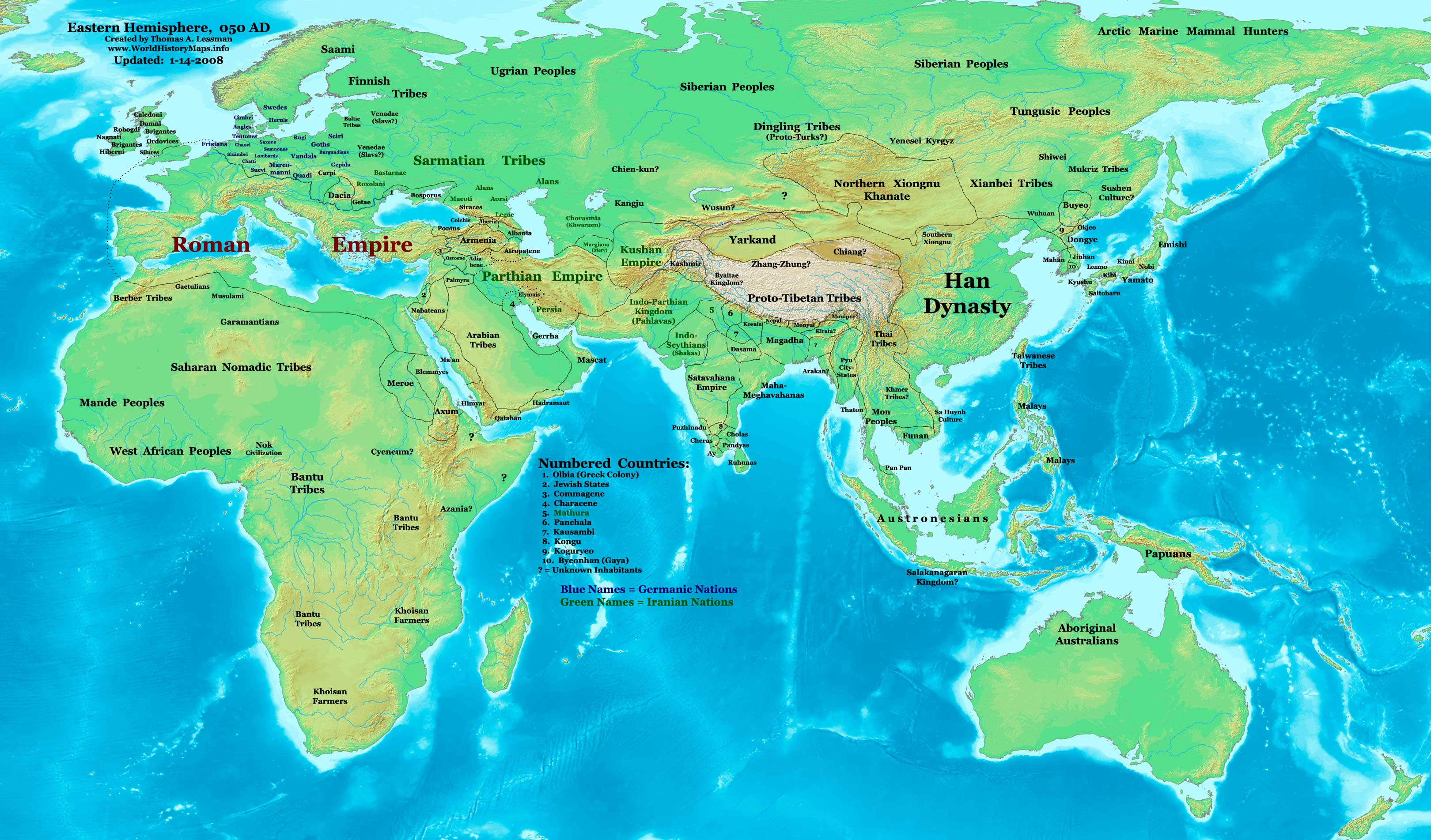
نصف الأرض الشرقي في العام 50 م، في منتصف القرن الأول.

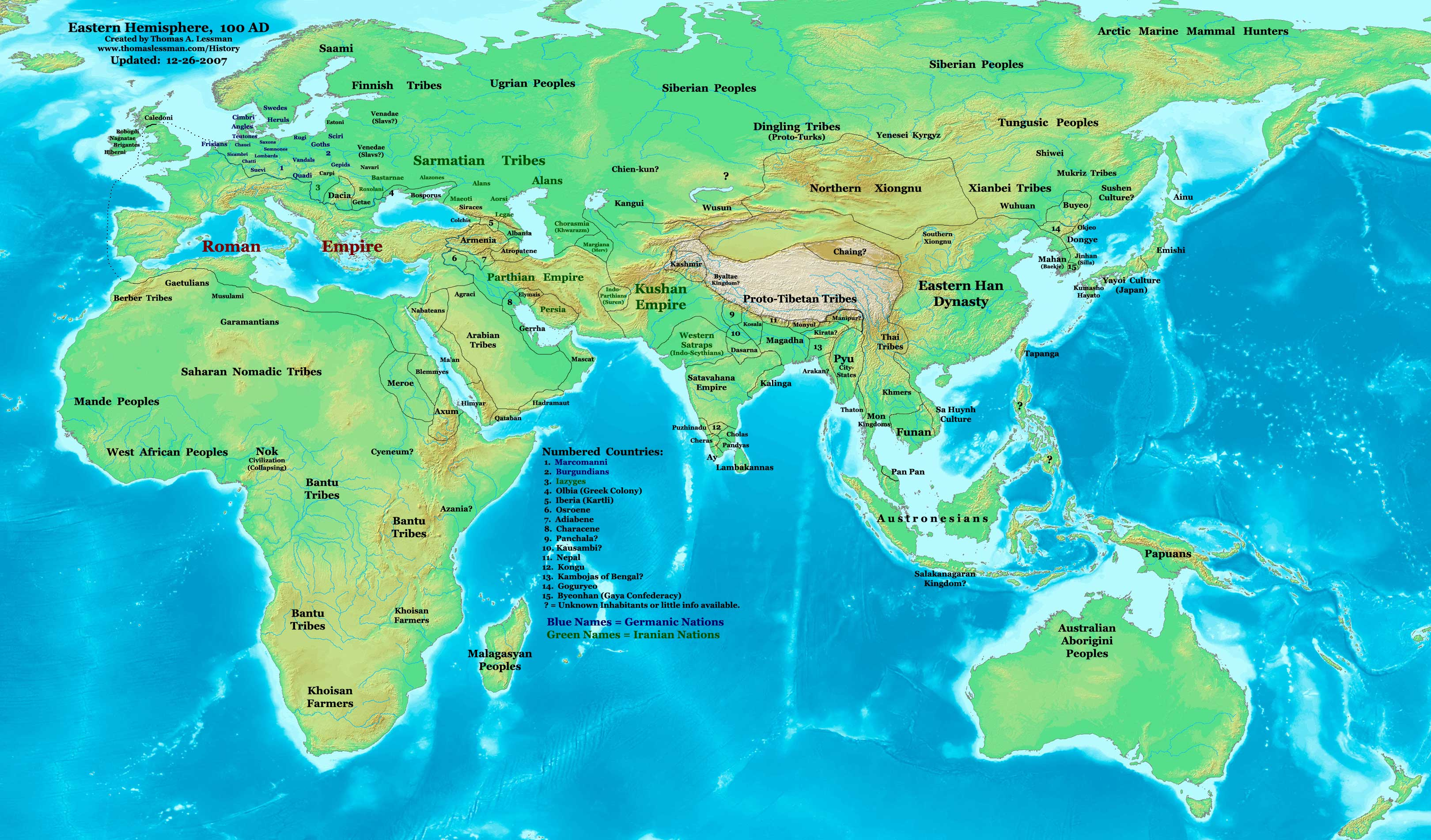
نصف الأرض الشرقي في العام 100 م، في نهاية القرن الأول.

## الأحداث الإقليمية والسياسة
- شمال أوروبا: مشيخات قبلية كلتية، وجرمانية، وساما، وفينية.
- أوروبا الغربية: الإمبراطورية الرومانية.
- أوروبا الوسطى: الإمبراطورية الرومانية، ومشيخات قبلية كلتية، وجرمانية.
- أوروبا الشرقية: الإمبراطورية الرومانية، ومشيخات قبلية داتشييه، سارماتية، وفينيديه، وبالتيه.
- جنوب أوروبا: الإمبراطورية الرومانية.
- شمال أفريقيا: الإمبراطورية الرومانية، مشيخات قبلية جرميه، ماوريه، وليبية وجيتولية.
- غرب أفريقيا: مشيخات قبلية لأٌقوام الغور، والكوا، والسونينكي والماندي.
- أفريقيا الوسطى: قبائل البانتو، وانهيار لحضارة نوك.
- شرق أفريقيا: مملكة مروي، مملكة البليميين، وإمبراطورية أكسوم.
- جنوب أفريقيا: قبائل البانتو، والخويسان.
- غرب آسيا: الامبراطوريتين الرومانية والبارثية، وممالك يمنيه وعربية، وقبائل أصغر.
- آسيا الوسطى: إمبراطورية كوشان، وسارماتيون، وداهان ومشيخات قبلية إيرانية أخرى.
- جنوب شرق آسيا: إمبراطورية كوشان، وساتراب غربيون، وإمبراطورية ساتافاهانا، وممالك الدرافيديون، ومملكة كالينجا، والمملكة الهند-بارثية، والتبتيون.
- جنوب شرق آسيا: ولايات مدنية، والخمير، وممالك مون، وفونان.
- شرق آسيا: إمبراطورية هان في الصين، وإمبراطورية ياماتو في اليابان، ومشيخات كيونغنو وجيانبي البدوية، ممالك كوريا الثلاث (جوجوريو، بايك جي، وسيلا).
- أمريكا الشمالية:
- أمريكا الوسطى: حضارات المايا، والزابوتيك وتيوتيهواكان.
- البحر الكاريبي:
- أمريكا الجنوبية: حضارات نازكا وموشي، مشيخات قبلية للتايرونا.

## أحداث
- 1 م: انقراض الأسود من غرب أوروبا.
- 9م : انتصار القبائل الجرمانية بقيادة أرمينيوس على الرومان في معركة غابة تويتوبورغ.
- 14 م: وفاة أغسطس قيصر وطيباريوس قيصر يستلم حكم الإمبراطورية الرومانية مكانه.
- 28 م: وصول البوذية إلى الصين.
- 30 م: يسوع أو عيسى يبدأ عمله الديني.
- 33 م: وفاة يسوع بسبب صلبه وثم قيامته حسب المعتقد المسيحي، وبداية الدعوة للديانة المسيحية.
- 34 م: بولص الطرسوسي يعتنق المسيحية ويبدأ بالتبشير بها.
- 37 م: كاليغولا يستلم حكم الإمبراطورية الرومانية خلفاً لطيباريوس قيصر.
- 40 م: كاليغولا يبدأ حملته لاحتلال جزيرة بريطانيا.
- 41 م: كلوديوس يستلم حكم الإمبراطورية الرومانية خلفاً لكاليغولا.
- 43 م الرومان يتمكنون من احتلال بريطانيا ويبدأون بتدشين مدينة لندن
- 43م : احتلال الرومان لبلاد المغرب.
- 44 م وفاة أغريباس الأول.
- 52 م توما الرسول يصل إلى الهند ويبدأ بالتبشير بالمسيحية هناك.
- 54 م نيرون يستلم حكم الإمبراطورية الرومانية بدلاً من كلوديوس.
- 64 اندلاع حريق روما الكبير وبدأ أول اضطهاد روماني للمسيحيين بعدما قام نيرون باتهام المسيحيين بإشعال الحريق.
- 66 م اندلاع الحرب اليهودية-الرومانية الأولى.
- 70 م فيسباسيان يستلم حكم الإمبراطورية الرومانية وبدء حكم السلالة الفلافية.
- 70 م الرومان يدخلون مدينة أورشليم ويهدمون الهيكل اليهودي.
- 73 م انتهاء الحرب اليهودية-الرومانية الأولى بقتل عدد كبير من اليهود وسبي العديد منهم.
- 79 م دمار مدينتي بومبي و هركولانيوم بعد انفجار في بركان فيزوف.
- 100 م الإمبراطورية الرومانية تصل لأقصى إتساع لها في عهد الإمبراطور تراجان بعد أن إحتل ميسوبوتاميا.

## شخصيات مهمة من القرن 1
- بليناس الحكيم فيلسوف ورياضياتي يوناني.
- عكيفا بن يوسف رجل دين يهودي.
- بوديكا ملكة بريطانية.
- أغسطس قيصر إمبراطور روما.
- طيباريوس قيصر إمبراطور روما.
- كاليغولا إمبراطور روما.
- كلوديوس إمبراطور روما.
- كليمنت الأول أسقف روما.
- ديسيبالوس ملك داقية.
- دوميتيان إمبراطور روما.
- غالبا إمبراطور روما.
- جيرمانيكوس ملك روماني.
- هيرو السكندري رياضياتي وفيزيائي ومهندس يوناني مصري.
- إغناطيوس لاهوتي مسيحي من أنطاكية.
- يعقوب البار أسقف أورشليم.
- يسوع أو عيسى بن مريم مؤسس الديانة المسيحية.
- يوحنا المعمدان نبي في المسيحية والمندائية
- يوسيفوس فلافيوس مؤرخ يهودي.
- تيتوس ليفيوس مؤرخ روماني.
- نيرون إمبراطور روما.
- نيرفا إمبراطور روما.
- أوثو إمبراطور روما.
- بولص الطرسوسي مؤسس المسيحية.
- بطرس تلميذ المسيح وواحد من مؤسسي المسيحية.
- فيلون السكندري فيلسوف يهودي هلسنتي.
- بلينيوس الأكبر مؤرخ ورحالة روماني.
- بوليكاربوس قديس مسيحي.
- لوقا واحد من كتاب الإنجيل.
- يوحنا أحد تلاميذ المسيح وكاتب لإحدى الأناجيل.
- متى تلميذ للمسيح وكاتب لإحدى الأناجيل.
- مرقس كاتب لأحد الأناجيل.
- بيلاطس البنطي حاكم روماني.
- سنكا فيلسوف روماني.
- سترابو مؤرخ يوناني.
- تاسيتس مؤرخ روماني.
- توما الرسول أحد تلاميذ المسيح ومؤسسي المسيحية.
- تيطس إمبراطور روما.
- تراجان إمبراطور روما.
- فيسباسيان إمبراطور روما.
- فيتليوس إمبراطور روما.
- فيتروفيو مهندس ومعماري لاتيني.
- أمونيوس فيلسوف يوناني، كان مدرسًا للمؤرخ بلوتارخ.